# ریشه‌ها (آلبوم سپولترا)
«ریشه‌ها» آلبومی از سپولترا است که در سال ۱۹۹۶ میلادی منتشر شد.